# Sottotribù
Nella classificazione scientifica delle forme viventi, una sottotribù è una categoria tassonomica intermedia tra tribù e genere. Secondo i criteri sistematici, le sottotribù riuniscono quindi i generi che condividono una storia evolutiva simile all'interno di una famiglia, di una sottofamiglia o di una tribù.